# Villa medicea di Castello
De Villa medicea di Castello (Medici-villa van Castello, ook wel Villa Reale, L'Olmo of Il Vivaio genoemd) is een middeleeuwse villa in de wijk Castello die deel uitmaakt van de Italiaanse stad Florence. De villa is met name bekend vanwege zijn geometrische tuinen in renaissance-stijl, alleen de Italiaanse Boboli-tuinen zijn nog beroemder.

## Geschiedenis

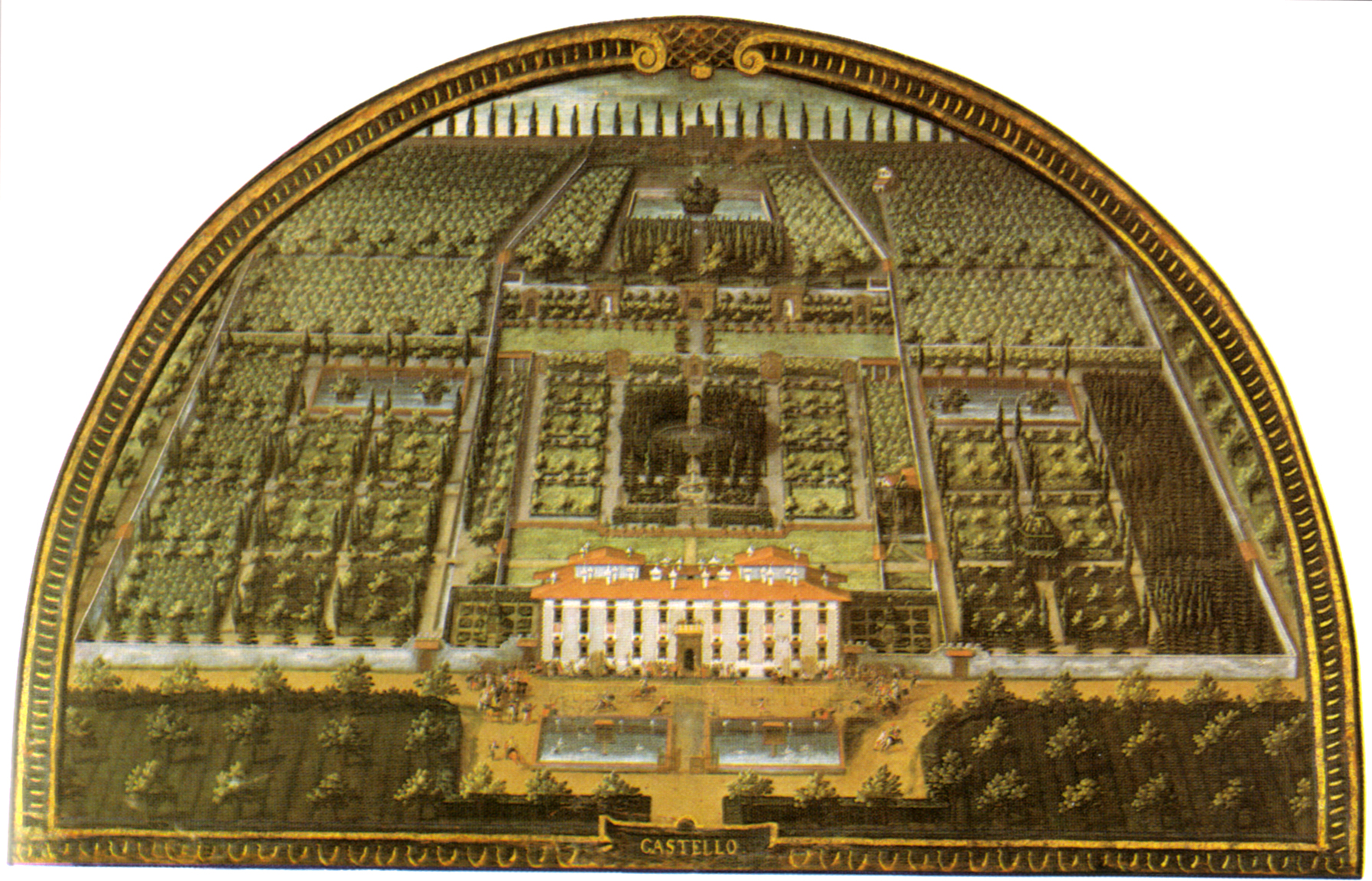
De Villa di Castello in een schilderij van Iiustus van Utens dat in het Museo di Firenze com'era te bezichtigen is.

De wijk Castello dankt zijn naam aan het Latijnse woord castellum, waarmee werd verwezen naar de waterreservoirs die de senator en latere keizer Marcus Opellius Macrinus (± 164 - 218) er had laten bouwen. De hele buurt werd Castello dell' Olmo genoemd, vanwege een iep ('olmo' in het Italiaans) die zich op dezelfde plek bevond.
De Villa Medicea di Castello dateert uit de 14e eeuw, en in 1480 werd hij van een Italiaanse familie gekocht door Lorenzo en Giovanni de' Medici il Popolano. Geregeld maakte Sandro Botticelli schilderijen in opdracht van Lorenzo, waarmee deze de villa decoreerde. Enkele hiervan, zoals La Primavera en De Geboorte van Venus, hangen nu in het Uffizi-museum.
Na het overlijden van Giovanni di Pierfrancesco werd de villa geërfd door zijn weduwe Catherina Sforza en zijn zoon Giovanni dalle Bande Nere. Zij woonden hier samen met 'Maria Salviati en de jonge Cosimo I de' Medici.
In april 1527 maakte Lorenzo II de' Medici, die een leger Italiaanse en Franse soldaten aanvoerde in de strijd tegen keizer Karel V, kwartier in de villa. Op bevel van de kardinalen Silvio Passerini, Innocenzo Cybo en Niccolò Ridolfi voorkwam Lorenzo II een opstand van het Florentijnse volk. Tijdens de belegering van Florence (1529-1530) werd de villa geplunderd en in brand gestoken, maar de schade bleef relatief beperkt.
In 1538 liet groothertog Cosimo I de villa restaureren door Giorgio Vasari. Ook droeg Cosimo aan Niccolò Tribolo op de tuinen van de Villa di Castello te beschermen als cultureel erfgoed. Deze tuinen hebben vervolgens als voorbeeld gediend voor heel veel andere beroemde tuinen in Italië waaronder die van Boboli.
Oorspronkelijk was de tuin van de Villa medicea di Castello bedoeld in combinatie met de fontein en de naaste omgeving bedoeld als een allegorie op kleine schaal van Toscane. De grotta degli Animali was daarnaast bedoeld als symbool voor de vrede, en ten slotte symboliseerde een serie beeldhouwwerken langs de rand van de tuin de goedheid van de Medici-familie en hoe dit zijn weerslag had op de stad Florence.
Na Tribolo's dood in 1550 zou de hele tuin aanvankelijk zo snel mogelijk verder worden uitgebreid door Tribolo's kleinzoon Davide Fortini en Vasari, maar dit project is nooit voltooid doordat het werd verdrongen door andere projecten van Cosimo zoals de restauratie van het Palazzo Vecchio en het Palazzo Pitti.
Tussen 1588 en 1595 werd de villa eindelijk voltooid nadat deze eigendom was geworden van Ferdinando I de' Medici. In dezelfde tijd maakte Iustus van Utens zijn beroemde schilderij van de villa. De villa werd tweemaal bezocht door Michel de Montaigne (in 1580 en 1581) en eenmaal door Joseph Fuettenbach.
In de villa hebben sindsdien onder andere de volgende leden van de Medici-familie vertoefd, waarvan er enkele ook op deze plek zijn gestorven:
- Maria Magdalena van Oostenrijk
- Christine van Lotharingen
- Lorenzo de' Medici
- Giovan Carlo de' Medici
- Cosimo III de' Medici, die hier onder andere jasmijn dat hem door de Portugese koning Peter II was geschonken kweekte.

In de daaropvolgende eeuwen onderging de villa veel uiterlijke transformaties; zo werden er onder andere twee oranjerieën en een Engelse tuin aangelegd. In de tijd van Napoleon werd het inwendige van de villa in neoclassicistische stijl opnieuw versierd.
In de 19e eeuw werd de Villa medicea di Castello verwaarloosd. De leden van het Huis Savoye gaven de voorkeur aan de nabijgelegen villa della Petraia, en Leopold II was aanvankelijk van plan beide villa's te slopen omdat hij een nieuwe weg wilde aanleggen.
In 1919 werd het omringende landgoed door Victor Emanuel III aan de Italiaanse staat geschonken, waarna het kostbare meubilair uit de Villa medicea di Castello werd weggehaald. In de daaropvolgende decennia vervulde de villa sterk uiteenlopende functies, variërend van basisschool tot militair hospitaal. In de jaren 70 begon men aan een nieuwe restauratie en werd de villa door de Accademia della Crusca als hoofdkwartier in gebruik genomen, een functie die hij tot op heden heeft. De Villa medicea di Castello is daarom tegenwoordig niet voor het grote publiek toegankelijk.

## Villa
De voorgevel van de Villa medicea di Castello is sober en eenvoudig maar tegelijk heel elegant. Van de oorspronkelijke inwendige decoratie is alleen het schilderij Annunciazione dat wordt toegeschreven aan Raffaellino del Garbo overgebleven. In de gelijkvloerse zaal bevinden zich fresco's uit de 18e eeuw waarop de heuvels in de omgeving van Florence staan afgebeeld. Aansluitend zijn er een kleine kapel, de zogeheten Sala degli armadi - een ruimte waar zich facsimiles van de oorspronkelijke woordenboeken van de Academia della Crusca bevinden - en de Sala delle Pale waar zich altaarstukken van bekende Italianen zoals Giovan Battista Detti, Anton Francesco Grazzini, Bernardo Canigiani, Bernardo Zanchini en Bastiano de' Rossi bevinden.
Vierhonderd meter oostelijker ligt de Villa Medicea La Petraia, eveneens met geometrische tuinen.

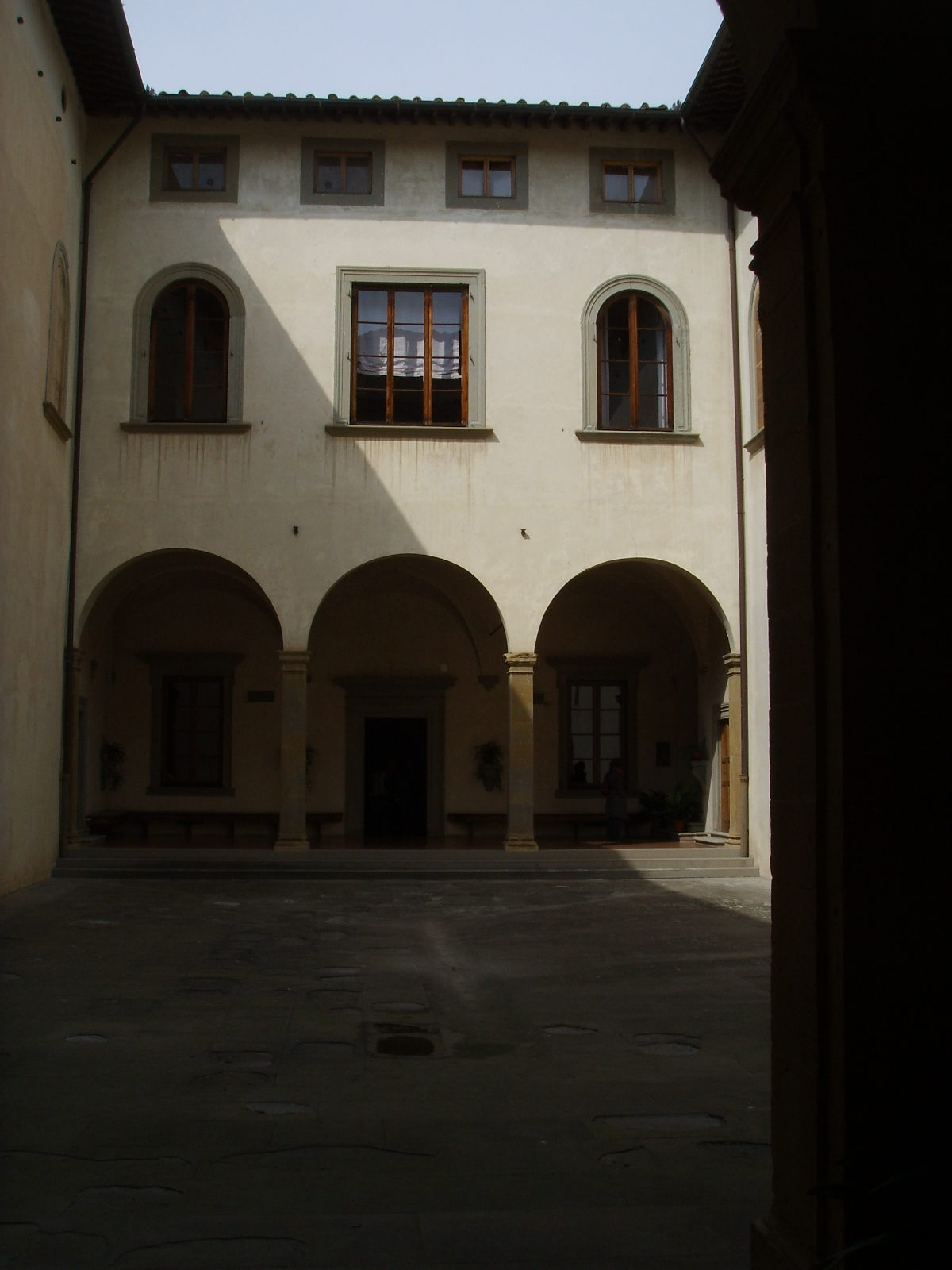
Het binnenhof van de villa
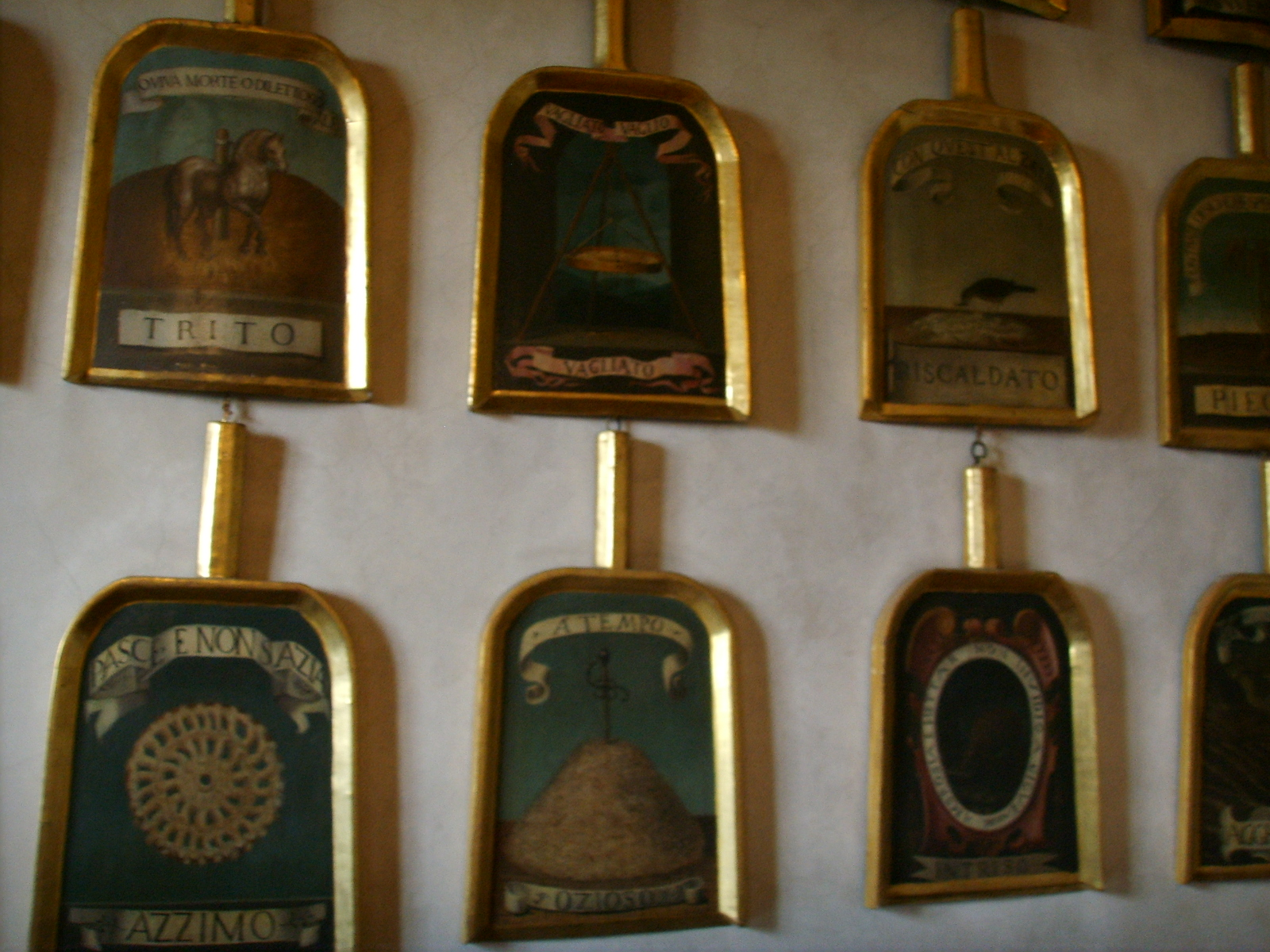
Altaren in de Sala delle Pale
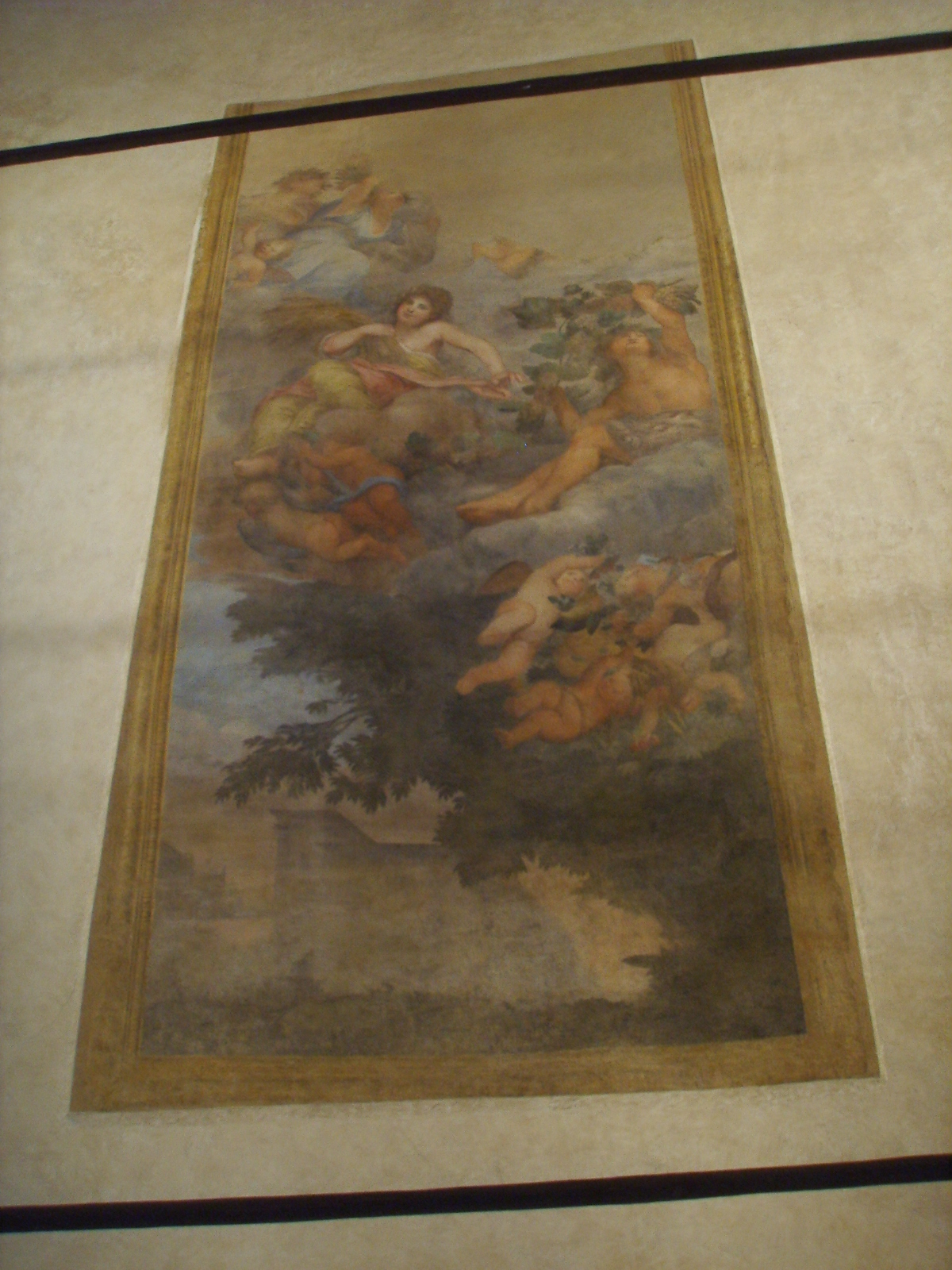
Fresco in de Sala degli Armadi
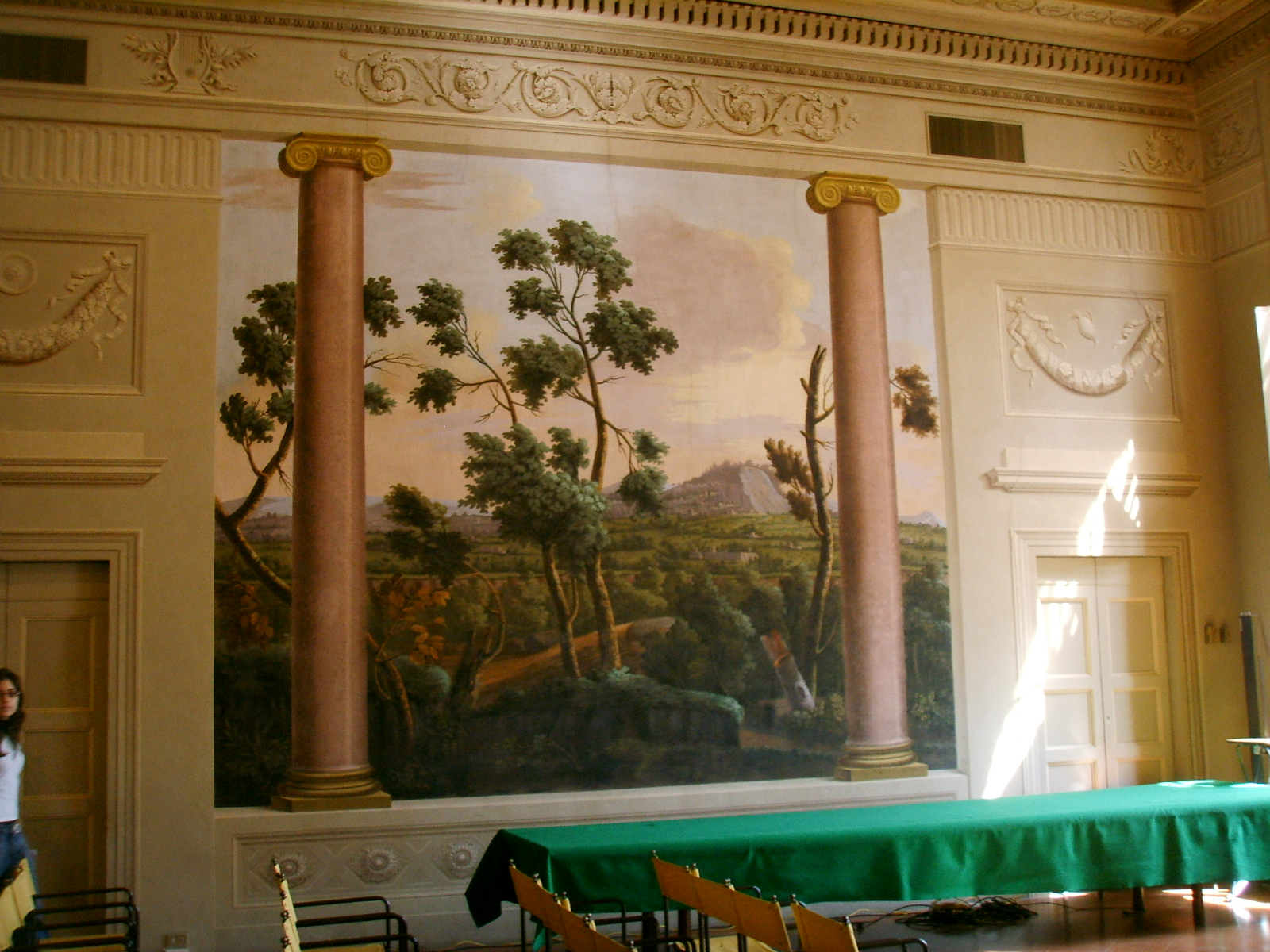
Naturalistische fresco's in de Sala delle riunioni

## Tuin
De villatuin wordt beschouwd als een van de beste voorbeelden van hoe een Italiaanse tuin er volgens Leon Battista Alberti uit moet zien. De compacte en geometrische vorm van de tuin zijn typerend voor de 14e eeuw, terwijl de grot, en de aanwezigheid van water en figuren meer doen denken aan het maniërisme. Wat verder vooral opvalt zijn de terrassen.

### Eerste terras

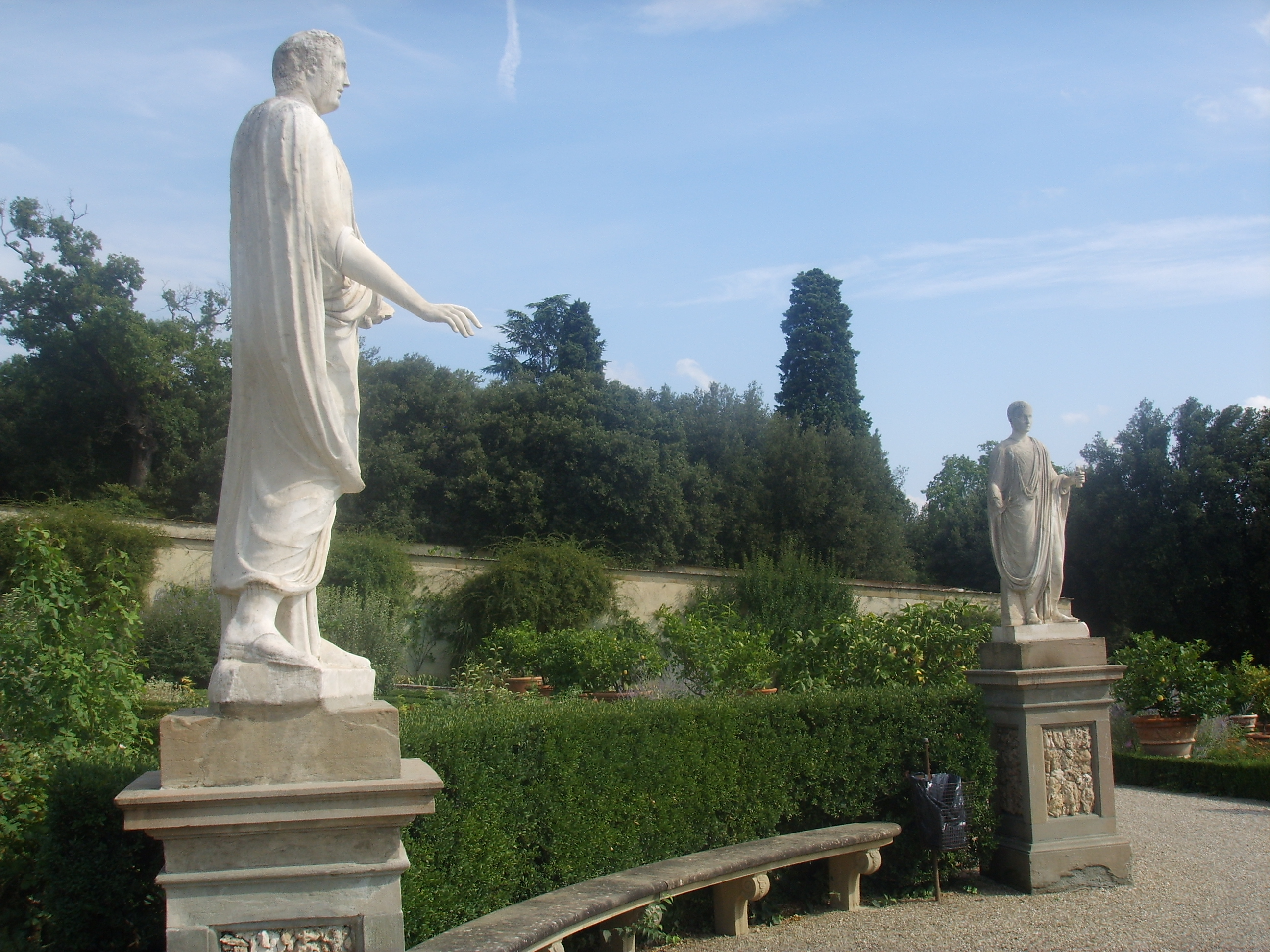
Het eerste terras

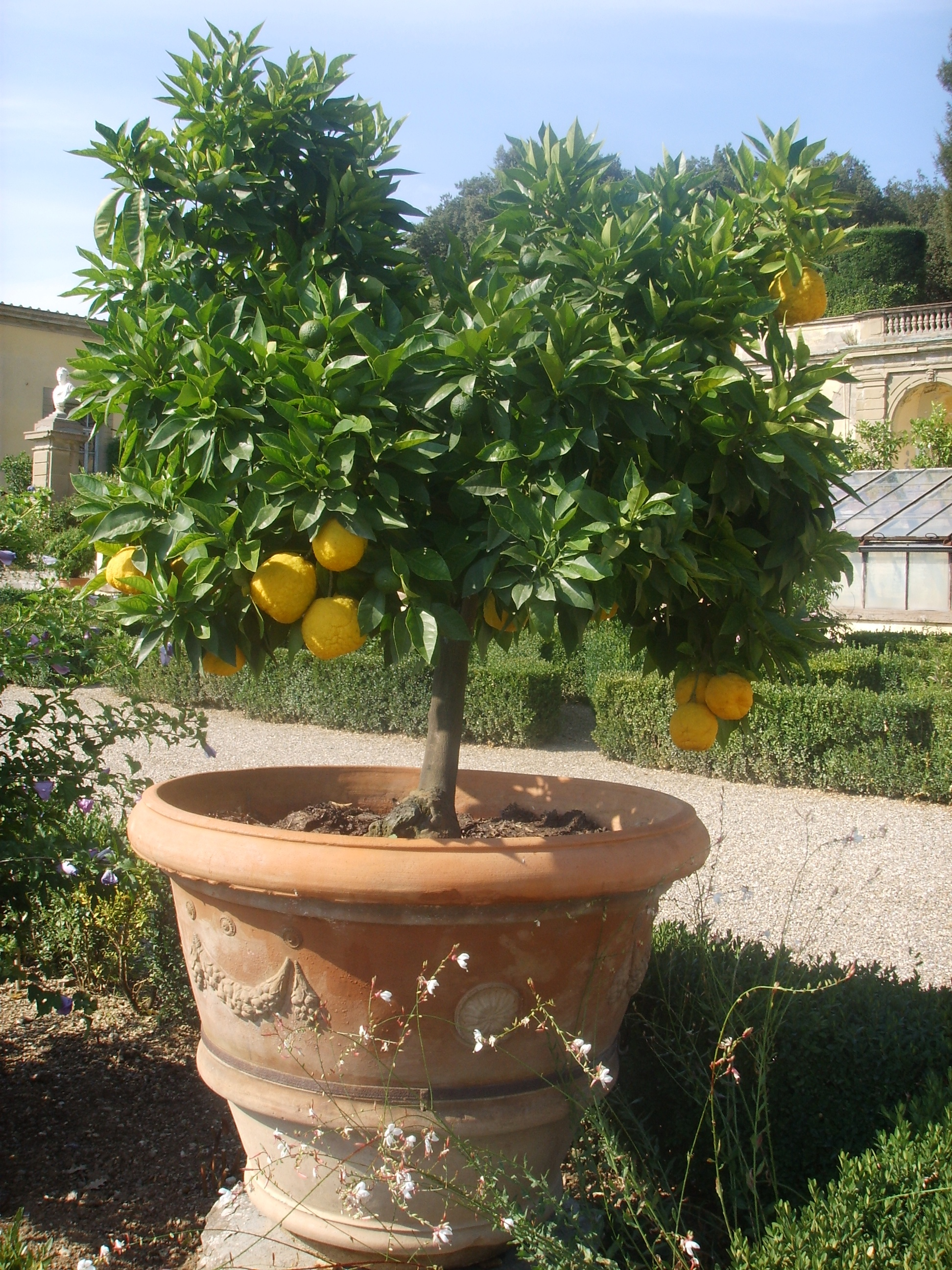
Stenen kruik met citrusplant

Het eerste terras bevat 16 vierkante bloemperken met in het midden een grote fontein met bekken waarin zich een standbeeld van Bartolomeo Ammanati bevindt. Dit alles is vervaardigd door Tribolo en Pierino da Vinci. De originele fontein is inmiddels voor restauratie weggehaald en vervangen door replica's.
In het midden van de tuin bevond zich aanvankelijk een beeldhouwwerk van Giambologna. Dankzij de lunetten van Iustus van Utens weet men dat er ten minste tot en met de 16e eeuw laurier en mirte om de fontein heen groeide.

### Tweede terras
Het tweede terras wordt ook wel de Giardino degli agrumi genoemd, omdat in de lente met name hier veel citrusplanten worden neergezet. De vruchten zijn het resultaat van enten waar ten tijde van de Medici allerlei experimenten mee werden verricht. Ook liggen er veelkleurige rivierkeien.

### Grotta degli Animali
De Grotta degli Animali ("dierengrot")is een kunstgrot die eveneens het werk is van Tribolo. Deze grot is een typisch voorbeeld van maniëristische architectuur. Hij bestaat uit een groter en een kleiner vertrek. De ingang van dit laatste vertrek ziet eruit als een apsis. De binnenkant van de grot is volledig bekleed met kalkconcreties. In de hoeken van de vertrekken bevinden zich drie marmeren badkuipen met daarboven allerlei dieren (animali) die in steen zijn afgebeeld. Het geheel is voorzien van een hydraulisch systeem. De boog bij de overgang van het eerste naar het tweede vertrek is versierd met veelkleurige mozaïeken en geometrische figuren die zijn gemaakt van kiezelstenen en schelpen. De toegang tot de grot wordt gevormd door een portaal met aan weerszijden Toscaanse zuilen. In het midden van de grot stond vroeger een beeldhouwwerk van Orpheus, die volgens de Griekse mythologie de dieren met de muziek verbond.

### "Geheime" tuinen

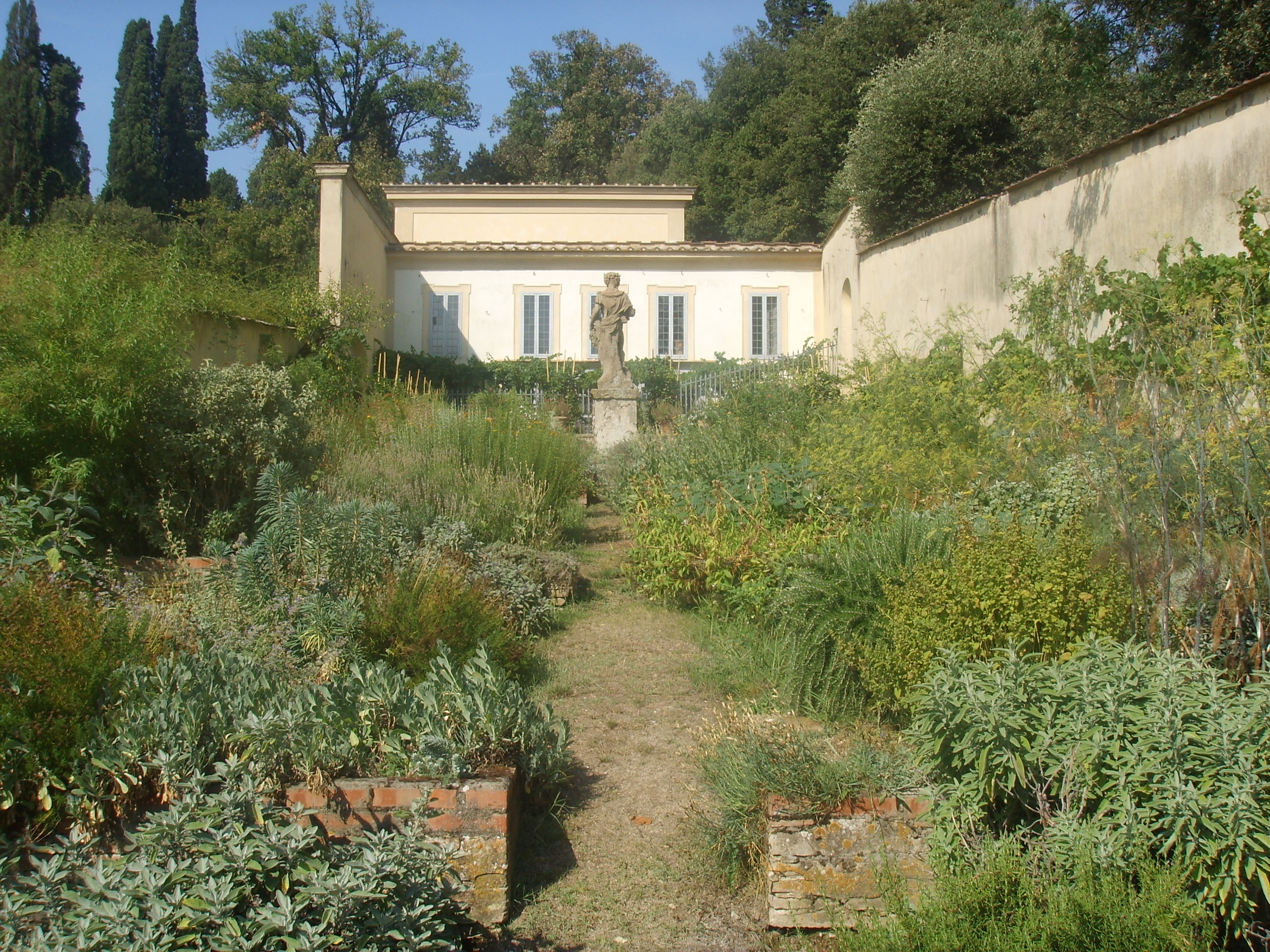
De geheime tuin (Ortaccio)

Aan weerszijden van het centrale gedeelte van de tuin bevinden zich twee "mysterieuze" mini-tuinen die worden omgeven door hoge muren waardoor ze van buitenaf niet zichtbaar zijn. In de loop van de 17e eeuw werd hier een "serrepaviljoen" met de naam  Stufa dei mugherini gebouwd, waar Cosimo III in de winter zijn jasmijn kweekte. Tegenwoordig groeit er behalve jasmijn ook lavendel, venkel, tijm, rozemarijn en andere kruiden. In de kleinere tuin stond ooit een standbeeld van Asclepius.

### Januarifontein
Vlak voor het begin van de grote Engelse tuin bevindt zich een stukje dicht bos, met daarin het Gennaio o dell'Appennino-bekken waar een bronzen standbeeld staat dat een oude man verbeeldt die midden op een stuk rots staat. Dit kunstwerk is waarschijnlijk tussen 1563 en 1565 gemaakt door Bartolomeo Ammannati.